# Viquillibres
Viquillibres (Wikibooks en anglès i abans anomenat Wikimedia Free Textbook Project i Wikimedia-Textbooks) és un projecte de la Fundació Wikimedia, creat el 10 de juliol del 2003.
La seva finalitat és crear una col·lecció completa de llibres de contingut lliure i de forma conjunta entre els usuaris que ho vulguin, essent així un complement a la informació que proporciona la Viquipèdia.
El projecte va ser creat per petició de Karl Wick, que volia un lloc on crear llibres de contingut lliure per evitar haver de comprar-los. Al principi eren còpies originals, però després es van crear llibres extrets d'Internet, tots sota la Llicència de documentació lliure de GNU. Viquiversitat i Viquijúnior, eren al començament subprojectes de Viquillibres, però durant l'agost de 2006, Viquiversitat es va independitzar, i ara té un domini propi. Tot i així, el segon encara està vinculat a Viquillibres.
El lloc web treballa amb tecnologia wiki, el que significa que tothom pot col·laborar en l'escriptura de qualsevol llibre, clicant a l'enllaç "edita" a la part superior existe de cada pàgina. Per tant, com a la resta dels projectes de Wikimedia, no és necessari registrar-se per contribuir, però és preferible per tal de gaudir d'avantatges i més drets d'usuari.